# Racotis boarmiaria
Racotis boarmiaria is een vlinder uit de familie van de spanners (Geometridae). De wetenschappelijke naam van de soort is, als Hypochroma boarmiaria, voor het eerst geldig gepubliceerd in 1858 door Achille Guenée. De combinatie in Racotis werd door Frederic Moore in 1887 gemaakt.

## Type
- lectotype: "male, Geometridae slide no. 13358."
- instituut: BMNH, Londen, Engeland.
- typelocatie: "India, Khasa Hills".

Het lectotype is vastgelegd door Sato, 2004: 131.

## Synoniemen
- Racotis boarmiaria obliterata Warren, 1894
- Racotis boarmiaria plenifasciata Warren, 1894
- Racotis boarmiaria japonica Inoue, 1953
- Racotis anaglyptica Prout, 1935 (gesynonymiseerd door Sato, 2004: 131).
- Racotis quadripunctata Holloway, 1994 (gesynonymiseerd door Sato, 2004: 131).